# Hiệp định đối tác kinh tế Việt Nam – Nhật Bản
Hiệp định đối tác kinh tế Việt Nam-Nhật Bản (tiếng Nhật: 日越経済連携協定, hay được gọi tắt là JVEPA) là một hiệp định tự do hóa thương mại, dịch vụ, bảo hộ đầu tư và khuyến khích thương mại điện tử giữa Việt Nam và Nhật Bản. Đây là hiệp định tự do hóa thương mại song phương đầu tiên của Việt Nam và là hiệp định đối tác kinh tế thứ mười của Nhật Bản.

## Khái quát
Hai nước có ý định thành lập hiệp định này ngay từ năm 2005 và bắt đầu tiến hành đàm phán về Hiệp định này từ tháng 1 năm 2007 ngay sau khi Việt Nam gia nhập Tổ chức Thương mại Thế giới. Sau 9 phiên đàm phán chính thức và nhiều phiên đàm phán không chính thức, hai bên đã hoàn tất thỏa thuận nguyên tắc vào tháng 9 năm 2008 và chính thức ký hiệp định vào ngày 25 tháng 12 năm 2008.

## Nội dung cơ bản của Hiệp định
Theo cam kết của phía Nhật Bản, thuế suất bình quân đánh vào hàng hóa của Việt Nam nhập khẩu vào Nhật Bản sẽ giảm dần xuống 2,8% vào năm 2018. Nhật Bản cam kết sẽ giảm thuế suất cho 95% tổng số dòng thuế, trong đó khoảng vài ngàn dòng thuế xuống 0%. Nếu Hiệp định được ký kết và có hiệu lực, it nhất sẽ có 86% hàng nông lâm thủy sản và 97% hàng công nghiệp Việt Nam xuất sang Nhật sẽ được hưởng ưu đãi thuế. Các mặt hàng khoáng sản sẽ được hưởng thuế nhập khẩu là 0% ngay lập tức kể từ khi hiệp định có hiệu lực. Các mặt hàng tôm sẽ được giảm thuế suất nhập khẩu xuống 1%-2% ngay lập tức, các mặt hàng chế biến từ tôm được giảm xuống còn 3,2%-5,3% ngay lập tức, mặt hàng mực đông lạnh được giảm xuống còn 3,5% trong vòng 5 năm.
Trong khi đó, thuế suất bình quân đánh vào hàng của Nhật Bản nhập khẩu vào Việt Nam sẽ giảm dần xuống còn 7% vào năm 2018. Khoảng 88% tổng số dòng thuế nhập khẩu từ Nhật Bản vào Việt Nam sẽ được giảm trong vòng 10 năm và 93% tổng số dòng thuế sẽ được giảm trong vòng 16 năm. Các linh kiện sản xuất màn hình phẳng và DVD sẽ được giảm thuế suất nhập khẩu xuống 3% trong vòng  2 năm, máy ảnh kỹ thuật số sẽ được giảm xuống 10% trong vòng 4 năm, tivi màu sẽ được giảm xuống còn 40% trong vòng 8 năm. Thuế suất nhập khẩu từ Nhật Bản vào Việt Nam đối với các linh kiện sản xuất ô tô như hộp số sẽ được giảm xuống còn 10%-20% trong vòng 10 năm, động cơ và các linh kiện sản xuất động cơ ô tô sẽ được giảm xuống còn 3%-12% và phanh xuống còn 10% trong vòng 10-15 năm, các loại ốc sẽ giảm xuống còn 5% trong vòng 2 năm. Các mặt hàng thép tấm cũng là đối tượng được giảm thuế suất nhập khẩu xuống còn 0%-15% trong vòng 15 năm.
Tuy nhiên, vì đây là một hiệp định đối tác kinh tế toàn diện, chứ không đơn thuần là một hiệp định thương mại tự do, nên ngoài hàng hóa, còn có dịch vụ cũng sẽ được tự do hóa. Đầu tư của nước này vào nước kia sẽ được bảo hộ. Và còn có nhiều nội dung hợp tác kinh tế khác.

## Lịch sử
- Tháng 12/2005: Tại phiên họp cấp cao Việt Nam-Nhật Bản trong chương trình của Hội nghị Cấp cao Đông Á, hai bên đã thành lập ủy ban chung để bàn về việc thành lập một hiệp định đối tác kinh tế giữa hai nước
- Tháng 2/2006: Ủy ban nói trên họp phiên đầu tiên tại Hà Nội
- Tháng 4/2006: Ủy ban trên họp phiên thứ hai tại Tokyo
- Tháng 1/2007: Đàm phán chính thức lần thứ nhất, bắt đầu đàm phán về nội dung hiệp định
- Tháng 9/2008: Đàm phán chính thức lần thứ chin, kết thúc thỏa thuận nguyên tắc
- Ngày 25/12/2008: Lễ ký kết Hiệp định diễn ra tại Tokyo giữa Bộ trưởng Bộ Công nghiệp và Thương mại (Việt Nam) Vũ Huy Hoàng và Bộ trưởng Bộ Ngoại giao (Nhật Bản) Nakasone Hirofumi.[4] Hiệp định còn phải chờ Quốc hội hai nước thông qua thì mới có hiệu lực.